# ميتاليكا (ألبوم)
ميتاليكا، يطلق عليه أيضا ذي بلاك ألبوم (بالإنجليزية: The Black Album)‏ (الألبوم الأسود) هو الألبوم الخامس لفرقة الهيفي ميتال ميتاليكا، أُطلق يوم 12 أغسطس 1991 عن طريق شركة إلكترا للتسجيلات. تضمّن الألبوم أغانٍ تُعتبر اليوم أشهر أعمال ميتاليكا، مثل إنتر ساندمان، ذي أنفُرغيفِن وناثِنغ إلس ماترز. احتل ميتاليكا المركز الأول لتصنيف المبيعات Billboard 200 لأربع أسابيع متتالية، وهو إلى اليوم أكثر ألبومات الفرقة مبيعاً، حيث بلغت مبيعاته 15 مليون نسخة في الولايات المتحدة و 30 مليون نسخة حول العالم.